# Zoe Heriot
Zoe Heriot (talvolta indicata come Zoe Herriot, o semplicemente Zoe), è un personaggio immaginario interpretato da Wendy Padbury nella serie televisiva britannica di fantascienza Doctor Who.
Giovane e geniale astrofisica che vive su una stazione spaziale rotante del XXI secolo, diventa una dei compagni di viaggio del Secondo Dottore, ed apparve nelle stagioni 5 e 6 del programma, dal 1968 al 1969. In totale Zoe apparve in 8 storie (56 episodi) della serie classica di Doctor Who.
Il personaggio di Zoe, e in particolare il suo fondoschiena, è oggetto di un particolare feticismo tra gli appassionati accaniti della serie, i cosiddetti "Whovians", che spesso hanno inserito Zoe/Wendy Padbury nelle liste delle compagne più sexy del Dottore.

## Biografia del personaggio
La prima apparizione di Zoe nella serie avviene nella macrostoria The Wheel in Space, dove viene introdotta come bibliotecaria a bordo della stazione spaziale rotante W3, conosciuta anche come "The Wheel" ("La ruota"). Quando i Cybermen attaccano la stazione spaziale, ella aiuta il Dottore e Jamie a sconfiggerli prima di partire con loro a bordo del TARDIS. L'età di Zoe non viene mai menzionata nella serie, ma secondo le pubblicità originali dell'epoca aveva quindici anni quando si unì all'equipaggio del TARDIS. Seppur giovane, ha già una laurea in matematica ed è un vero genio, con un quoziente di intelligenza paragonabile a quello dello stesso Dottore. Possiede inoltre una memoria fotografica eccezionale e avanzate conoscenze tecnologiche provenendo dal XXI secolo. Parte delle motivazioni che la spingono a viaggiare con il Dottore, sono la noia e la sterilità della sua vita sulla stazione spaziale. Tuttavia, la sua esperienza verso il mondo reale esterno è fortemente limitata, e questo le causa spesso di ritrovarsi nei guai. Esuberante, giovane e carina, ha una predilezione per le minigonne e le tutine attillate.
Insieme al Dottore e Jamie, affronta nuovamente i Cybermen quando essi decidono di invadere la Londra del XX secolo in L'invasione (The Invasion), aiuta la razza aliena dei Gond oppressa dai misteriosi Kroton in The Krotons, entra nel surreale mondo del "Maestro" nella macrostoria Il ladro di menti (The Mind Robber), combatte contro i guerrieri di ghiaccio in I semi della morte (The Seeds of Death), affronta i pirati spaziali comandati dal crudele Caven e dal suo socio Dervish in The Space Pirates, e sopravvive allo scontro finale con il "Capo della Guerra" in The War Games. Le sue avventure con il Dottore giungono alla fine quando i Signori del Tempo catturano il Dottore. Oltre a costringerlo a rigenerarsi contro la sua volontà e all'esilio sul pianeta Terra, i Signori del Tempo fanno ritornare Jamie e Zoe alle loro rispettive epoche, cancellando loro la memoria.

## Altre apparizioni
Un'immagine illusoria di Zoe è mostrata al Dottore nello speciale del ventesimo anniversario The Five Doctors.

## Lista apparizioni

### Televisione
Stagione 5
- The Wheel in Space

Stagione 6
- The Dominators
- Il ladro di menti (The Mind Robber)
- L'invasione (The Invasion) (episodi 1-2, 4-8)
- The Krotons
- I semi della morte (The Seeds of Death)
- The Space Pirates
- The War Games

20th anniversary special
- The Five Doctors (cameo)

### Fumetti
- The Vampire Plants di David Brian (Doctor Who Annual 1970)
- The Robot King di David Brian (Doctor Who Annual 1970)
- The Tides of Time (cameo) di Steve Parkhouse & Dave Gibbons (Doctor Who Magazine)
- Land of the Blind di W. Scott Gray & Lee Sullivan (Doctor Who Magazine 224–226)
- Renewal di Tony Lee & Pia Guerra (Doctor Who: The Forgotten #2)

### Romanzi
Virgin Missing Adventures
- The Menagerie di Martin Day

Past Doctor Adventures
- The Final Sanction di Steve Lyons
- The Colony of Lies di Colin Brake
- The Indestructible Man di Simon Messingham

Telos Doctor Who novellas
- Foreign Devils di Andrew Cartmel

BBC Books
- The Wheel of Ice di Stephen Baxter